# إنتاج جوز الهند في سريلانكا

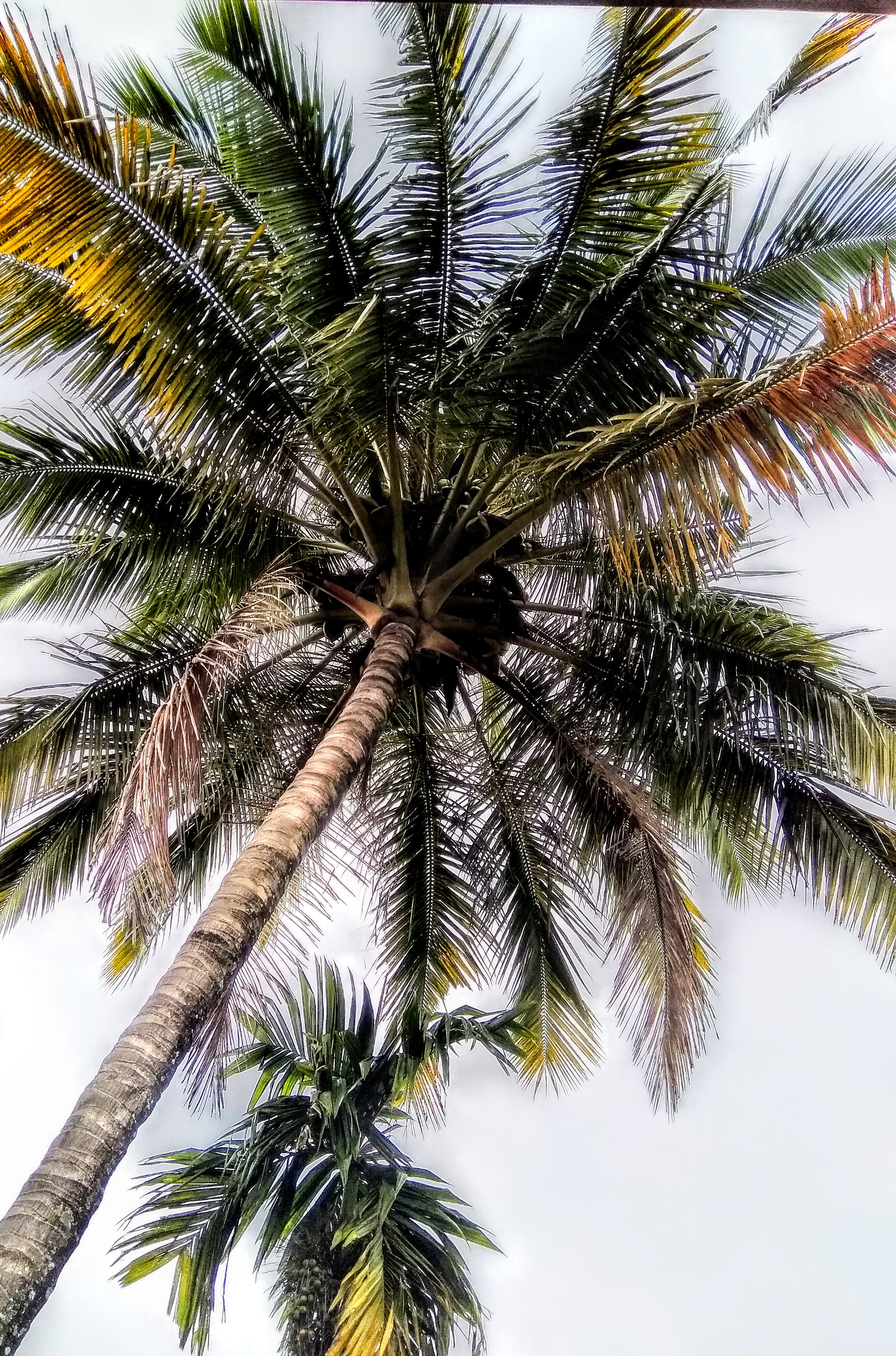

يساهم إنتاج جوز الهند في الاقتصاد الوطني لسريلانكا. ووفقًا للأرقام التي نشرتها منظمة الأغذية والزراعة للأمم المتحدة في ديسمبر 2009 ، فإنها خامس أكبر منتج لجوز الهند في العالم، حيث أنتجت 220000 طن في عام 2009.
بدأت مزادات بيع جوز الهند في سريلانكا قبل 26 عامًا ويتم إجراؤها عادةً في كولومبو وكوليابيتيا من قبل هيئة تنمية جوز الهند. يتم شراء جوز الهند في المزادات في الغالب بواسطة مطاحن جوز الهند و معاصر الزيت.